# Groupe de NGC 2775
Le groupe de NGC 2775 comprend au moins quatre galaxies situées dans les constellations du Cancer et de l'Hydre. La distance moyenne entre ce groupe et la Voie lactée est d'environ 25,1 Mpc (∼81,9 millions d'al). 

## Membres
Le tableau ci-dessous liste les trois galaxies qui sont indiquées sur le site « Un Atlas de l'Univers » créé par Richard Powell et une quatrième galaxie (NGC 2777) aussi incluse dans le groupe par certaines sources,.  
| Nom      | Constellation | Classification | Type                  | α (J2000.0)   | δ (J2000.0) | Vitesse radiale (km/s) | Magnitude apparente | Distance (Mpc) | Diamètre (kal) |
| -------- | ------------- | -------------- | --------------------- | ------------- | ----------- | ---------------------- | ------------------- | -------------- | -------------- |
| NGC 2775 | Cancer        | SA(r)ab        | Spirale               | 09h 10m 20.1s | 07° 02′ 17″ | 1350 ± 2               | 10,1                | 24,5 ± 1,7     | 74             |
| UGC 4781 | Hydre         | SAB(s)d        | Spirale intermédiaire | 09h 06m 34.3s | 06° 18′ 14″ | 1450 ± 1               | 13,39               | 25,9 ± 1,8     | 52             |
| UGC 4797 | Hydre         | Sm?            | Spirale magellanique  | 09h 08m 10.8s | 05° 55′ 40″ | 1308 ± 5               | 13,78               | 23,9 ± 1,7     | 46             |
| NGC 2777 | Cancer        | Sab?           | Spirale               | 09h 10m 41.8s | 07° 12′ 24″ | 1471 ± 2               | 13,3                | 26,3 ± 1,9     | 21             |

Le site DeepskyLog permet de trouver aisément les constellations des galaxies mentionnées dans ce tableau ou si elles ne s'y trouvent pas, l'outil du site constellation permet de le faire à l'aide des coordonnées de la galaxie. Sauf indication contraire, les données proviennent du site NASA/IPAC.